# Phalangium lineola
Phalangium lineola is een hooiwagen uit de familie echte hooiwagens (Phalangiidae).